# Lepidodendron
Lepidodendron eller fjällträd är ett släkte fossila växter, huvudsakligen från karbon, tillhöriga ordningen Lepidodendrales inom lummerväxterna.
Lepidodendron är karakteristisk för Mellaneuropas stenkolslabildningar. Den av trädsläktet karakteriserade floran hade sin utbredning på det norra halvklotet, medan den samtida Glossopterisfloran, som sannolikt tålt mer köld, har haft en antarktisk utbredning. Lepidodendron var 25–30 meter höga och omkring 1 meter tjocka. Stammen hos växten var olika utvecklad, hos vissa former fanns märg, medan andra saknade den, och hade i stället en årlig tillväxt i ett skikt av kambium, som bildade ved och bast. Även barken var utvecklad hos Lepidodendron. Stammen grenade sig gaffelformigt mer eller mindre rikligt. Bladen var enkla, 15–25 centimeter långa och smala, ofta barrlika och täckte hela stammen i spiralställning. Varje blad lämnade efter sig ett rombiskt bladärr, som ger stammen en karaktäristisk ytskulptur, därigenom att de till "kuddar" utbildade bladbaserna sitter kvar på stammen. Rötterna var vitt utpbredda längs marken och beskrevs när de först påträffades som en egen art, Stigmaria. Fortplantningsorganen hos Lepidodendron bildade kottelika samlingar, beskrivna under namnet Lepidostrobus, vilka antingen satt i spetsen av grenarna eller på särskilda sidoskott. Sporangierna utbildades i "kottarna", dels till hanliga mikrosporangier med ett oerhört antal mikrosporer, dels till honliga makrosporanger, med ett fåtal stora makrosporer.